# Rosemary De Angelis
Rosemary De Angelis (Brooklyn - New York, 26 april 1933 – 16 april 2020) was een Amerikaanse actrice.

## Carrière
De Angelis begon met acteren op eenenveertig jarige leeftijd in 1974 met de televisieserie Grear Performances. Hierna heeft zij nog meerdere rollen gespeeld in televisieseries en films zoals The Wanderers (1979), Frequency (2000), Law & Order (1991-2002) en Staten Island (2009).

## Privé
De Angelis was van 1965 tot en met 1983 (scheiding) getrouwd waaruit zij een kind had.

## Filmografie

### Films
- 2010 Harvest – als Giuillia
- 2009 Staten Island – als Gianina Tarzo
- 2008 Public Interest – als oude vrouw
- 2000 Frequency – als Mevr. Finelli
- 2000 Two Family House – als Marie
- 1999 Hit and Runway – als Marie Andero
- 1996 The Juror – als Mevr. Riggio
- 1995 Two Bits – als Mevr. Conte
- 1994 Angie – als tante Vicky
- 1993 Household Saints – als oudere moeder die naar verhaal luistert
- 1987 Deadly Illusion – als sollicitante
- 1985 Out of the Darkness – als Nina
- 1984 Nothing Lasts Forever – als Helen Flagella
- 1983 Enormous Changes at the Last Minute – als maatschappelijk werkster
- 1979 The Wanderes – als serveerster
- 1979 Je suis une petite cochonne – als Mevr. McIntire
- 1978 Just Me and You – als ??

### Televisieseries
Uitgezonderd eenmalige gastrollen.
- 2011 The Confession – als vrouw in kerk – 2 afl.
- 2001 100 Centre Street – als ?? – 3 afl.
- 1998 The Last Don II – als Patsy Fortunato – miniserie
- 1992-1993 Law & Order – als Sally Goldman – 2 afl.
- 1978 The Doctors – als mrs. D'Amato – 5 afl.